# Aristote au mont Saint-Michel

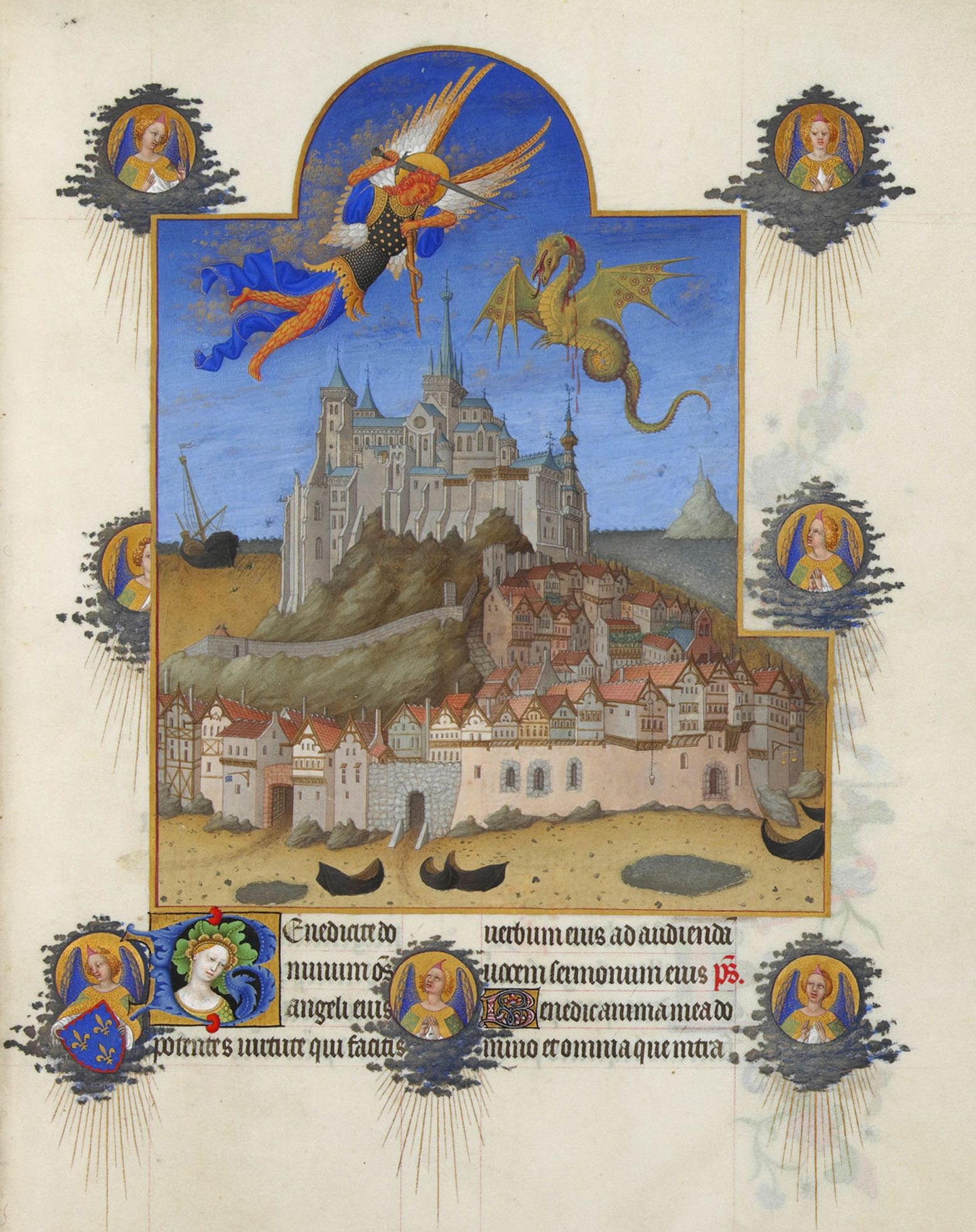
La couverture de l'essai est illustrée par le folio 195 des Très Riches Heures du duc de Berry, représentant le Mont Saint-Michel et le combat de son patron l'archange Michel contre le Dragon.

Aristote au mont Saint-Michel : les racines grecques de l'Europe chrétienne est un essai de Sylvain Gouguenheim, historien médiéviste français. L'auteur se propose de réévaluer l'apport du monde musulman dans la transmission à l'Occident médiéval de l'héritage culturel grec antique. Prenant le contre-pied de l'historiographie de son époque, il se propose  de démontrer que l'Occident chrétien doit l'essentiel de cette transmission et assimilation à ses propres traducteurs et ateliers de traduction, notamment celui du Mont Saint-Michel.
Critiqué par de nombreux spécialistes universitaires, l’ouvrage a donné lieu à des débats intenses, notamment dans la presse généraliste et politique, ainsi que dans quelques ouvrages publiés depuis. 

## Présentation de l'ouvrage
L'ouvrage reprend le titre d'une étude de Coloman Viola parue en 1967.
Aristote au mont Saint-Michel est, selon son auteur, un essai destiné au grand public et non à des spécialistes qui ambitionne d'abord de modérer l'apport islamique dans une logique de débat : « C'est cette « évidence » que je crois pourtant possible de discuter ». En effet, selon l'auteur, la civilisation arabo-musulmane n'a connu qu'une hellénisation superficielle : « Jamais les Arabes musulmans n'apprirent le grec ; même al-Farabi, Avicenne ou Averroès l'ignoraient ». À rapprocher de ce qu'écrit Raymond Le Coz : « Il faut bien se rendre compte que tous les savants de l'Islam n'ont jamais eu accès aux textes anciens originaux, tous leurs travaux ayant été effectués à partir de traductions. ».
Ainsi la majeure partie de cet héritage antique aurait été préservée par les chrétiens orientaux, les Syriaques, entre les IVe et VIIe siècles ; et d'autre part, l'Occident, au Moyen Âge, n'a jamais été coupé de ses sources philosophiques helléniques (que ce soit à travers les liens entretenus entre le monde latin et Constantinople), via l'œuvre de Boèce, ou à travers l'œuvre des traducteurs européens qui n'ont cessé de se confronter aux textes originaux. Alain de Libera toutefois insiste sur le caractère antihellénique du pouvoir à Constantinople : « Les Byzantins étaient antihelléniques, et les musulmans étaient philohelléniques parce qu'antibyzantins ».
Gouguenheim va donc à l'encontre de plusieurs médiévistes, dont Alain de Libera « qui crédite l'Islam d'avoir effectué la « première confrontation de l'hellénisme et du monothéisme » – oubliant les Pères grecs ! ». Il conteste également d'autres points de vue, comme ceux de D. Jacquart, F. Micheau et derechef : « la position adoptée conduit M. Detienne à porter des jugements contestables ». Il s'est servi de nombreux travaux et explique plusieurs fois dont à la page 184 de son ouvrage que la « répugnance à faire œuvre individuelle, caractéristique de la chrétienté médiévale » a pu conduire certains penseurs « à taire leur originalité et à attribuer leurs découvertes à autrui ».
Selon Gouguenheim, l'Occident ne devrait rien ou presque à la transmission arabe du savoir grec, puisqu'il existe une filière concurrente de traductions latines du grec. Comme « notre » savoir est grec, Gouguenheim tente de montrer, toujours selon Aurélien Robert, que l'Occident n'a aucunement eu besoin de la médiation arabe, mais aussi que les Arabes n’étaient pas capables, faute d'outils linguistiques et conceptuels appropriés, d'assimiler ce savoir grec.
Cette thèse, à savoir que le savoir grec a irrigué l'Europe bien avant la confrontation avec l'Islam, est moins reconnue des spécialistes. En conséquence, Gouguenheim a attiré l'attention sur les moines copistes du mont Saint-Michel, et en particulier sur un personnage, Jacques de Venise, qui a traduit Aristote directement du grec au latin un demi-siècle avant les traductions de l'arabe effectuées à Salerne, en Sicile, et à Tolède ou ailleurs. Mais les contradicteurs de Gouguenheim n'ont pas manqué de rappeler que les références à Jacques de Venise sont nombreuses parmi les historiens modernes et que sa contribution n'a pas été minimisée volontairement.
Gouguenheim insiste sur une autarcie de l'Occident et sur la connaturalité de la culture grecque et de la culture chrétienne ; l'hellénisation limitée – voire manquée – du monde arabe (les Arabes auraient reçu passivement le savoir grec qu'ils n’ont pas su assimiler). Ces deux aspects sont liés pour Gouguenheim, qui assure que c'est parce que la raison est l'apanage des Grecs et des chrétiens que l'islam n’a pu ni s'helléniser ni devenir rationnel. Mais pour Marwan Rashed, « le monde arabo-musulman n'a pas reçu passivement le savoir grec, puisqu'un savoir y était déjà constitué, dont une large partie n'avait d’ailleurs pas encore d'équivalent en Occident (telles l'algèbre et la médecine). Le besoin de traductions des textes grecs en arabe ne s'explique donc que par le désir d'élaborer un savoir nouveau susceptible de répondre à des questions déjà posées par les penseurs arabes. En ce qui concerne la philosophie, dès le IXe siècle les théologiens rationnels (les Mutakallimun) avaient formulé, comme le signale Rashed, des théories très complexes pour penser la compatibilité de la liberté et de la prédestination, les limites du possible en métaphysique et la constitution du monde dans une physique de la création. Marwan Rashed rappelle à quel point les discussions sur ce qu'il définit comme étant la notion d'atome ont été importantes chez les théologiens du Kalam »,. Aurélien Robert écrit de plus « qu'il est frappant de constater – Rashed ne va pas jusque-là – combien l’atomisme latin du XIVe siècle est proche de celui des Arabes des IXe et Xe siècles : les Latins ont connu cet atomisme arabe par plusieurs sources traduites de l'arabe, notamment par le Guide des égarés de Maïmonide (la médiation juive est étrangement absente du livre de Gouguenheim) [...] ».
La seconde thèse de Gouguenheim est de réfuter la comparaison des lumières de l'islam avec les Lumières du XVIIIe siècle, comparaison impliquant que le Moyen Âge occidental serait une époque d'obscurantisme. Il réfute également le mythe de l'Andalousie, c'est-à-dire le mythe de l'harmonie où auraient vécu les trois religions monothéistes dans l'Al-Andalus sous pouvoir arabo-musulman. Il formule une question : pourquoi les Arabes qui ont eu accès à l'héritage grec n'en ont-ils pas fait le même usage que les Européens ?
Il faut aussi préciser que la thèse selon laquelle l'héritage grec n'aurait pas été transmis à l'Europe occidentale par le monde musulman était déjà avancée au cours des siècles précédents par certains auteurs tel Pétrarque, qui au XIVe siècle s'insurge contre l'emprise des auteurs arabes sur la pensée de ses contemporains ou encore Leonhart Fuchs qui assure en 1535 que les Arabes n'ont rien inventé mais qu'ils ont pillé les Grecs.
L'ouvrage obtient en 2008 le prix Victor Cousin attribué par la section philosophie de l'Académie des sciences morales et politiques.

## Polémique médiatique
L'ouvrage est publié en mars 2008 aux éditions du Seuil, dans la collection « L'Univers historique ».
La publication est d'abord saluée par un article du journaliste et philosophe Roger-Pol Droit, « Et si l'Europe ne devait pas ses savoirs à l'islam ? » dans Le Monde des livres du 4 avril 2008 : « Étonnante rectification des préjugés de l'heure, ce travail de Sylvain Gouguenheim va susciter débats et polémiques » Puis dans Le Figaro littéraire du 17 avril 2008 par Stéphane Boiron, professeur à l'université de Rouen et spécialiste du droit canonique
Un certain nombre d'universitaires et chercheurs réagissent alors dans la presse. Le 25 avril, Le Monde publie une lettre envoyée par l'historienne des mathématiques grecques et arabes Hélène Bellosta et signée par quarante chercheurs, dont Alain Boureau. Gabriel Martinez-Gros, arabisant et historien de l'Espagne musulmane, et Alain de Libera, historien de la philosophie médiévale : ils lui reprochent de nier, à des fins idéologiques, le rôle joué au Moyen Âge par les intellectuels arabes dans la transmission du savoir grec à l'Europe, ce qui l'amène à écrire des « inepties », et de développer une thèse nourrissant celle du prétendu choc des civilisations.
Le 30 avril, Libération donne la parole à 56 universitaires ou chercheurs du CNRS, dont Barbara Cassin, Alain de Libera et Jacques Chiffoleau, « Oui, l'Occident chrétien est redevable au monde islamique » considérant que la démarche de l'auteur n'avait « rien de scientifique » et qu'elle n'était qu'« un projet idéologique aux connotations politiques inacceptables ».
Le 28 avril, un appel est lancé par 200 « enseignants, chercheurs, personnels, auditeurs, élèves et anciens élèves » de l'ENS-LSH (où Gouguenheim enseigne) demandant une enquête. Ils affirment notamment que « l'ouvrage de Sylvain Gouguenheim contient un certain nombre de jugements de valeurs à propos de l’islam ; il sert actuellement d'argumentaire à des groupes xénophobes et islamophobes ». L'historien Patrick Boucheron résume par ailleurs son livre par l'idée que « nous ne devons rien aux Arabes » et ce dans le contexte de l'après 11-Septembre.
Jean-Luc Leservoisier, conservateur de la bibliothèque d'Avranches depuis vingt ans, et participant depuis 1986 à la sauvegarde et à la mise en valeur des 199 manuscrits médiévaux du mont Saint-Michel dont les traités d'Aristote, écrit : « C'est du pur roman ! ... On sait trois fois rien sur Jacques de Venise. Son nom est cité seulement dans deux lignes de la chronique latine de l'abbé Robert de Torigni entre les années 1128 et 1129, où il est dit que celui-ci a traduit les œuvres d'Aristote. Mais en aucun cas il n'a pu venir au mont Saint-Michel à la fin des années 1120, période de troubles extrêmes qui culminèrent avec l'incendie de l'abbaye par les habitants d'Avranches en 1138. »
À l'inverse, l'écrivain Paul-François Paoli voit dans ces attaques contre Sylvain Gouguenheim du « terrorisme intellectuel », venant de la « gauche bien-pensante » française, alors que la question n'aurait suscité dans un autre pays que « de doctes débats de spécialistes ». Leur but est selon lui de voir l'auteur « marqué au fer rouge de la suspicion » et de discréditer ses idées. Sylvain Gouguenheim considère pour sa part que les pétitions contre lui ont été lancées « par des gens qui n'avaient pas lu le livre et l'ont demandé après coup ». Néanmoins, cette polémique non moins que l'ouvrage fit l'objet d'un article du journaliste John Vinocur dans l'Herald Tribune,. L'essayiste Jean Sévillia considère pour sa part que Gouguenheim est « victime d'une cabale pour propos non conformes à l'air du temps ».
Selon L'Express du 15 mai, le médiéviste Jacques Le Goff considère la thèse développée par Gouguenheim comme « intéressante mais discutable ». Il a déploré « la véhémence » des attaques contre son jeune collègue, et noté que la pétition contre lui n'a été signée que par « peu des principaux médiévistes ». Le Goff l'a invité, à titre de soutien, le 2 juin 2008, à son émission Les Lundis de l'Histoire sur France Culture au sujet des chevaliers teutoniques.
Les 4 000 exemplaires de la première édition sont alors épuisés. Certains arabisants ont en effet pris le parti de Sylvain Gouguenheim. Le 5 novembre 2008, dans Le Figaro, les philosophes Christian Jambet et Rémi Brague soutiennent Gouguenheim, le second s'interrogeant cependant sur la « reprise non critique du stéréotype “la raison grecque” ». D'autre part Rémi Brague, à propos du choix de Gouguenheim d'arrêter son enquête au début du XIIIe siècle, estime « qu'une présentation d'ensemble aurait permis de mieux équilibrer le propos » puisque « le XIIIe siècle et le début du XIVe siècle constituent en tout cas l'apogée de l’influence exercée sur les penseurs européens par les penseurs arabes, et avant tout par les philosophes.»
Enfin le mensuel Causeur consacre un article au procès d'intention et dénonce les méthodes employées pour discréditer l'auteur : tentative de bloquer sa carrière professionnelle, intimidation de sa hiérarchie et de la directrice de la collection ayant accepté son livre, organisation d'un colloque sur son livre sans l'inviter, etc..

## Réception universitaire
Des comptes rendus très critiques de l'ouvrage sont publiés dès 2008, notamment par Jacques Verger, Sylvain Piron et Max Lejbowicz. Pour Verger, Gouguenheim, qui n'est « ni helléniste ni arabisant », ne présente pas une recherche originale et a privilégié les travaux allant dans son sens sans exposer les thèses contraires. Il présente un certain nombre de « réserves », notamment sur l'absence de comparaison entre la diffusion des traductions gréco-latines et celle des traductions arabo-latines, et d'explications concernant le succès de celles de Gérard de Crémone et de Michel Scot. Il conteste l'intérêt des Latins pour l'hellénisme en se fondant sur le fait que des autorités médiévales comme Abélard, Oresme, Albert le Grand ou encore Thomas d'Aquin n'apprirent pas le grec (à noter que du côté musulman, Averroès, comme tous les principaux falasifas et théologiens musulmans, ne comprenait pas le grec non plus), que les théologiens du XIIIe siècle s'opposèrent constamment à l'Église orthodoxe et que les croisés n'hésitèrent pas à s'emparer de Constantinople en 1204. Il conteste aussi que les chrétiens ou juifs qui traduisirent du grec à l'arabe aient appartenu « à un univers culturel totalement différent de celui des musulmans arabophones, qui étaient, de toute façon, les destinataires principaux ».
Dans un article intitulé « Sur Aristote et le Mont Saint-Michel : notes de lecture »,, le dominicain Louis-Jacques Bataillon, membre de la Commission léonine, relève diverses erreurs commises par Gougenheim à propos des traductions latines d'Aristote effectuées au Moyen Âge et, s'agissant le Mont-Saint-Michel, sa conclusion est formelle : « S'il y avait eu des traductions du grec faites au Mont-Saint-Michel, il devrait en rester au moins des traces, or il n'y en a aucune » (p. 333).
Au début de 2009 paraît un recueil de contributions érudites ayant pour titre L'Islam médiéval en terres chrétiennes : science et idéologie. Il vise à réfuter point par point les thèses de Gouguenheim.
Quelques mois plus tard un autre ouvrage collectif, Les Grecs, les Arabes et nous : enquête sur l'islamophobie savante, auquel collabore Alain de Libera, se propose de mieux cerner les métamorphoses de l'islamophobie dans le monde universitaire, qui irait de Fernand Braudel à Gougenheim, en passant par Rémi Brague, Marie-Thérèse Urvoy et Dominique Urvoy, et Benoît XVI,. Dans un compte rendu de cet ouvrage, le philosophe médiéviste Aurélien Robert, qui parle à propos du livre de Gougenheim « d'historiographie identitaire », dénonce « la fausseté historique avérée de nombreuses thèses centrales » de l'ouvrage de Gougenheim, dans lequel on peut voir « le reflet d’enjeux qui dépassent largement la querelle d’érudits », et note que l'auteur se place dans une version de l'islamophobie qui « entend prendre le contre-pied d'un savoir déjà constitué par des spécialistes, tout en ne s'adressant pas à ces derniers » :

« Non seulement, on trouve dans n'importe quelle bonne (et même mauvaise) encyclopédie une notice sur Jacques de Venise, mais les critiques ont négligé la fin du livre dans laquelle apparaissent les thèses essentialistes sur l’Islam (civilisation incapable d’assimiler le savoir grec et de s'ouvrir aux autres cultures) et sur la langue arabe (inapte à traduire le grec et à rendre un discours philosophique). Les médias ont ainsi pris position en faveur de l’historien isolé et victimisé, reconduisant les clichés sur les représentants de la doxa universitaire et ses mandarins. »

Pour lui, l'ouvrage de Gouguenheim s'inscrit de manière polémique dans un « discours des « racines grecques de l'Europe chrétienne », surtout quand celui-ci comporte un jugement comparatif sur les valeurs et les mérites de l'Europe et du monde arabe, des chrétiens et des musulmans, des langues sémitiques et des langues indo-européennes ».
De son côté, l'historien de la philosophie Thomas Ricklin, professeur à l'université Ludwig Maximilian à Munich, estime en mai 2011 dans la revue franco-allemande en ligne Trivium que « la grande majorité de la communauté scientifique » considère Aristote au Mont-Saint-Michel « tel qu'il est, c'est-à-dire comme un ouvrage scientifiquement malhonnête ». Ricklin souligne aussi que « rarement un historien contemporain a si peu respecté les règles élémentaires de notre métier ».
Position qui n'est pas partagée par le philologue espagnol Serafín Fanjul, professeur de littérature arabe, qui note au contraire dans La Nouvelle Revue d'histoire : « Le livre de Gouguenheim est excellent, bien structuré, magnifiquement documenté, et c'est ça qui fait mal. Comme il est difficile de le contredire avec des arguments historiques, on a recours à l'attaque personnelle ». L'islamologue Emilio Ferrin, professeur à l'Université de Séville, considère que l'oeuvre d'auteurs comme Serafín Fanjul « s'abreuve aux mêmes sources de l'affrontement continu et naturel entre les religions » que celle de Sylvain Gouguenheim.

### L'ouvrage
- Sylvain Gouguenheim, Aristote au Mont-Saint-Michel. Les racines grecques de l'Europe chrétienne, Paris, Seuil, coll. « L'univers historique », 2008, 277 p. (ISBN 978-2-02-096541-5).

### Sur l'ouvrage
- Blaise Dufal, « Sylvain Gouguenheim, Aristote au Mont-Saint-Michel », Cahiers d'histoire. Revue d'histoire critique, no 104 « Histoire et engagement : avec Claude Mazauric »,‎ 2008 (lire en ligne).
- Max Lejbowicz, « Sylvain Gouguenheim, Aristote au Mont-Saint-Michel : les racines grecques de l'Europe chrétienne », Cahiers de recherches médiévales « Comptes rendus 2008 »,‎ 13 novembre 2008 (lire en ligne).
- Max Lejbowicz, « Aperçus sur une récente polémique », Cahiers de recherches médiévales « Varia »,‎ 5 janvier 2009 (lire en ligne).
- Max Lejbowicz (dir.), Jean Celeyrette, John Tolan, Jean Jolivet, Abdelali Elamrani-Jamal, Marie-Geneviève Balty-Guesdon, Régis Morelon, Louis-Jacques Bataillon et Sten Ebbesen, L'Islam médiéval en terres chrétiennes : science et idéologie, Villeneuve-d'Ascq, Presses universitaires du Septentrion, coll. « Les savoirs mieux », 2009, 176 p. (ISBN 978-2-7574-0088-3, présentation en ligne).
- Philippe Büttgen, Alain de Libera, Marwan Rashed et Irène Rosier-Catach (dir.), Les Grecs, les Arabes et nous : enquête sur l'islamophobie savante, Paris, Fayard, coll. « Ouvertures », 2009, 372 p. (ISBN 978-2-213-65138-5, présentation en ligne).

### Sur la polémique
- Rémi Brague, « Grec, arabe, européen : à propos d'une polémique récente », Commentaire, vol. 31, no 124,‎ 2008-2009, p. 1181–1190 (lire en ligne).
- Rémi Brague, « Pour une hygiène de la polémique », La Nef, no 194,‎ juin 2008 (lire en ligne).
- Florian Louis, « L'Affaire Aristote : retour sur un emballement historiographico-médiatique », Acta Fabula, vol. 9, no 5,‎ mai 2008 (lire en ligne).
- Dominique Laperle, « Aristote au Mont-Saint-Michel : une polémique très médiatique », dans Yves Gringras, Controverses : Accords et désaccords en sciences humaines et sociales, CNRS éditions, 2014 (ISBN 978-2-271-08184-1), p. 35-63
- Michel Onfray, Autodafés : L'art de détruire les livres, Les Presses de la Cité, 2021, 176 p. (lire en ligne).